# Cocció

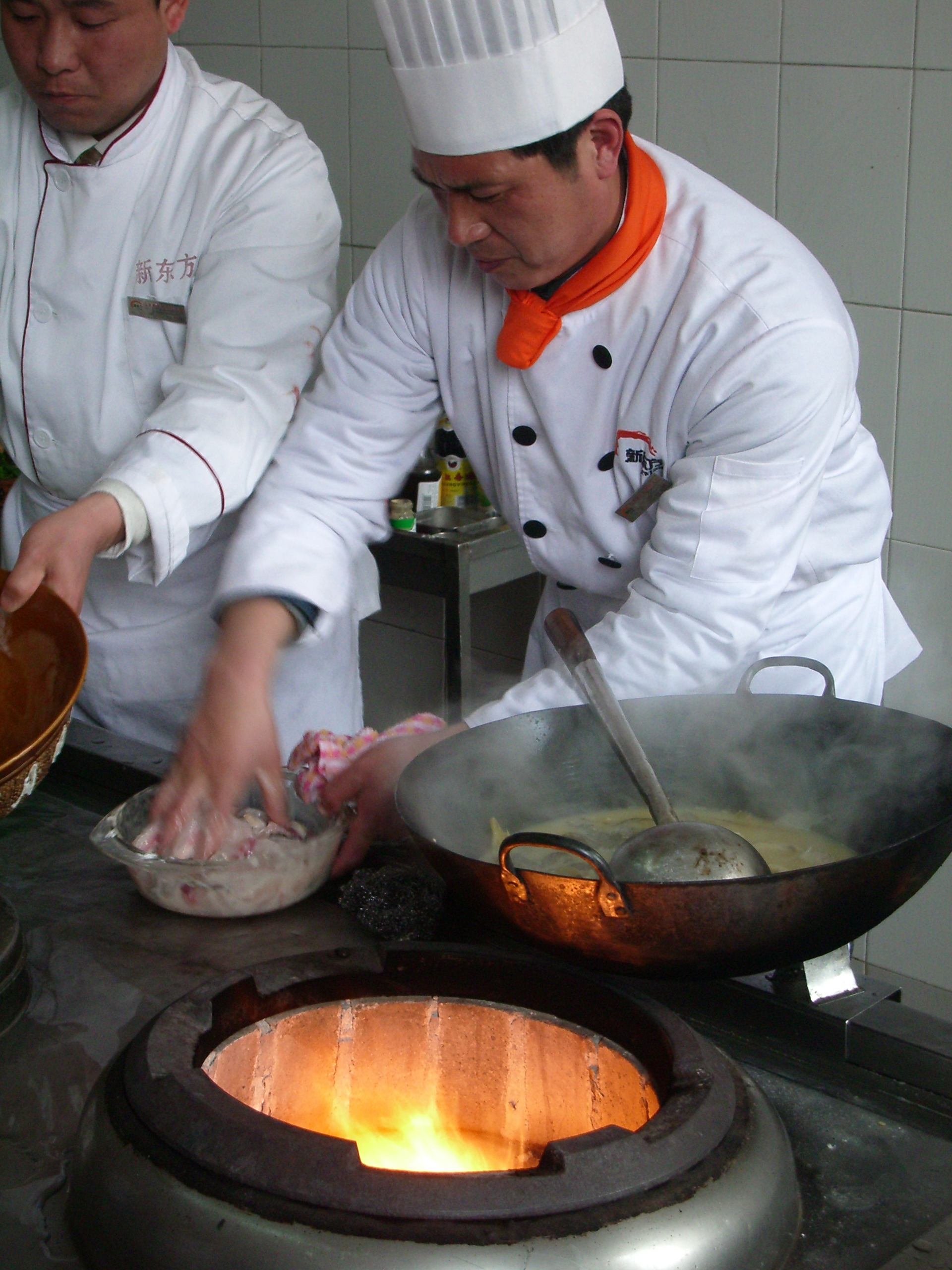
Cuina al Wok a la Xina

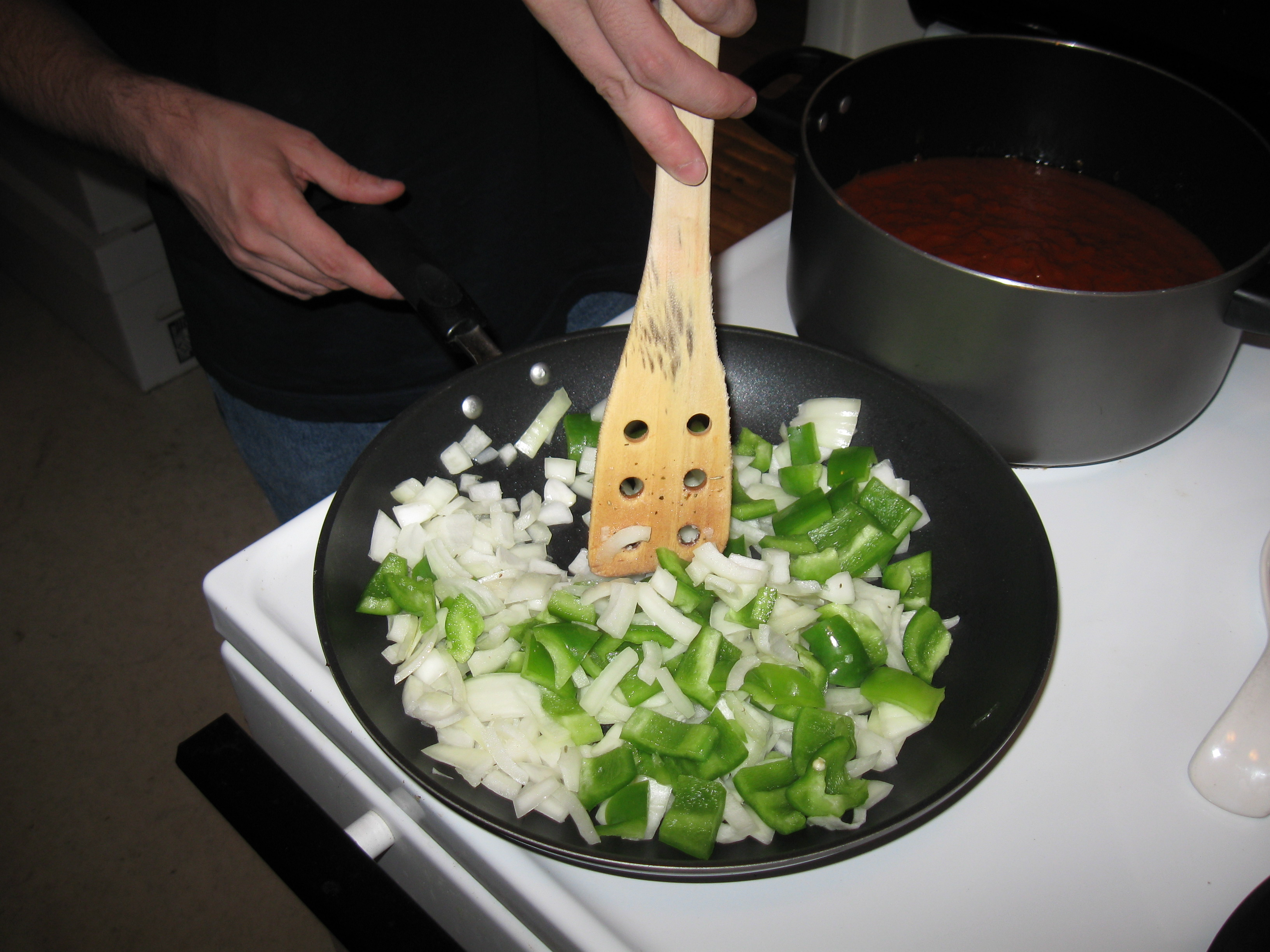
Saltejat de pebrots verds i cebes.

La cocció és el procés de preparació de menjar aplicant calor, seleccionant, mesurant i combinant ingredients en un procediment ordenat per fer menjar segur i comestible. El procés embraça un vast ventall de mètodes, eines i combinacions d'ingredients per alterar el sabor o digestió del menjar. Els factors que afecten el resultat final inclou la variabilitat dels ingredients, condicions ambientals, eines, i l'habilitat de la persona que cuina.
La diversitat de la cuina a nivell mundial és el reflex de la diversitat estètica, agrícola, econòmica, cultural, social i religiosa entre les nacions, races, credos i tribus arreu del món.
Aplicar calor al menjar normalment, encara que no sempre, el transforma químicament, canviant així el seu gust, consistència, aparença, i propietats nutricionals. Els mètodes de cuina que impliquen bullir líquids en un recipient han estat practicades almanco des del desè mil·lenni aC, amb la introducció de la terrissa.
Una persona que cuina com a professió es diu cuiner o cuinera.

## Formes d'aportació d'energia tèrmica cap als aliments
Els aliments reben la calor en diverses formes no sempre excloents:
Per immersió en un corrent de fluid calent (aire, aigua, oli, barreges).
Per irradiació amb raigs electromagnètics (infrarojos o microones).
Per contacte amb sòlids calents.

## Efectes de cuinar
Cuinar els aliments evita moltes malalties per intoxicació alimentària que d'altra banda esdevindrien si el menjar fos menjat cru. A més, cuinar incrementa la digestibilitat de qualcuns aliments com el gra. En molts casos, si no és cuinat convenientment, el menjar pot perdre el seu gust, així com els nutrients.

## Nutrients
Aquest menjars poden també esser una font d'aminoàcids essencials. Quan les proteïnes són encalentides esdevenen de-naturades i canvien la textura. En molts casos, això causa què l'estructura del material es faci més suau o més friable - la carn és cuinada . En alguns casos, les proteïnes poden formar estructures més rígides, com la coagulació del blanc de l'ou. La formació d'una relativament rígida però flexible matriu de blanc d'ou proveeix un important component de molta cuina de pastissos, i també sustenta moltes postres basades en merenga.

## Canvis físics, químics i organolèptics
Alguns procediments de cocció provoquen canvis físics, químics i de sabor en els aliments preparats.

## Tècniques de cocció
- Bullir. Aquesta tècnica de cocció és molt antiga. Abans de disposar de recipients ceràmics, els líquids es féien bullir en atuells de cuir amb la indroducció de pedres calentes.[3]Cuinar per ebullició és molt freqüent i ha passat a la parla popular:"Fer bullir l'olla".[4] En el poema "Veles e vents" es parla de :"...bullirà el mar, com la cassola en forn...".
  - A pressió atmosfèrica. És la forma tradicional de bullir. És més lenta.[5]
  - Amb olla a pressió. La cocció és més ràpida.[6]
- Al bany maria.[7][8]
- Rostir[9]
  - a la brasa;[10]
  - a la graella;[11]
  - a la llosa[12]
  - a la planxa[13]
- Fregir. L'operació de fregir es basa en summergir el producte a preparar en un recipient amb un líquid greixós (a temperatura de cocció) calent. Pot ser en oli (oliva, girasol, coco, cacahuet,...), llard, mantega, ...[14]
  - Amb oli[15]
  - Amb fregidora d'aire[16]
- Enfornar. Cuinar al forn.
- Estofar.[17]
- Al vapor.[18][19][20]

### Cocció a baixa temperatura
La cocció a baixa temperatura es basa en una cooció llarga a temperatures entre 50 i 100 graus centígrades. Pot anar associada i emprar el buit parcial.
- Una variant es basa en els forns solars portàtils.[22]
- La pràctica tradicional dels genets mongols de "coure" la carn entre la sella i el cos del cavall podria encabir-se en la tècnica de la cocció a baixa temperatura.[23]

### Tècniques especials
- Arrebossar[24]
  - amb ou batut
  - amb farina
  - amb ou i farina
  - amb ou, farina i pa ratllat (o farina de galeta)
- Coure en panades i panadons.[25]
- Coure en papillot o a la papillota.[26][27]
- Coure amb coberta de fang.[28]
- Coure a la sal.[29]
- Cremat superficial (amb un ferro roent o un bufador de gas).[30]
- Flamejat en presència d'un líquid alcoholic.[31]